# Cleòpatra V Selene
|  | Aquest article tracta sobre la filla de Ptolemeu XIII i Cleòpatra III d'Egipte. Si cerqueu filla de Cleòpatra VII d'Egipte i Marc Antoni, vegeu «Cleòpatra Selene». |

Cleòpatra V Selene (Κλεοπάτρα Σελήνη; circa 135/130 aC – Selèucia del Tigris, 69 aC) fou una princesa làgida, filla de Ptolemeu VIII Evergetes II i de Cleòpatra III.
Es va casar com era costum amb son germà Ptolemeu IX Làtir. Quan el seu marit fou obligat per Cleòpatra III a deixar a la seva dona-germana Cleòpatra IV el 114 aC, Làtir es va casar amb l'altra germana Selene, però no consta cap mena d'associació al tron a diferència de la seva germana gran Cleòpatra IV, si bé aquest era el costum. En cas d'haver estat associada li hagués correspost el nom de Cleòpatra V. L'associació en tot cas només va durar fins al 110 aC.
En marxar el seu marit a l'exili (110 aC) va romandre a Egipte i es va casar amb Antíoc VIII Grypos, i mort aquest el 96 aC, amb Antíoc X Eusebios o Eusebes. Aquest va morir vers al 83 aC combatent a Tigranes II d'Armènia i Cleòpatra va viatjar a Roma per fer reconèixer els drets al tron dels seus fills, probablement Seleuc VII Cibiosactes (que degué restar al país) i Antíoc XIII Asiàtic. Després del 75 aC el senat romà va reconèixer a Seleuc i Antíoc com a reis de Síria. Cleòpatra Selene va ser empresonada i assassinada per Tigranes cap a l'any 70 aC, però la seva derrota davant Pompeu (69 aC) va produir un aixecament a Antioquia, on Antíoc XIII fou aclamat rei, nomenament que va ser aprovat per Luci Licini Lucul·le.